# 鈍吻鋸齒雀鯛
鈍吻鋸齒雀鯛（学名：Pristotis obtusirostris），又名鋸雀鯛、厚殼仔、青紺仔，为輻鰭魚綱鱸形目雀鯛科鋸雀鯛屬下的一个种。其种加词“obtusirostris”意为“钝吻的”。分布於印度西太平洋區，從紅海與波斯灣到琉球群島、台灣、印尼、新幾內亞與澳洲北部海域，深度2至80公尺，本魚體呈長橢圓形而側扁，吻部短鈍，尾鰭叉形，體色淡灰色至藍色，胸鰭基部有一小藍斑或黑斑，背鰭硬棘13枚、背鰭軟條12-13枚、臀鰭硬棘2枚、臀鰭軟條12-14枚，體長可達14公分，棲息潟湖、礁石區具平坦的沙或碎石的底部，以浮游生物為食，繁殖期時會成對出現，雄魚會守護魚卵，直到卵孵化，可作為食用魚及觀賞魚。